# Modulanlæg
Et modulanlæg er en modeljernbane sammensat af moduler. I stedet for et fast sammenhængende modeljernbaneanlæg benyttes et antal moduler, der kan kombineres frit indbyrdes efter behov og behag, så længe de følger de samme normer.
De enkelte moduler har typisk et eller to gennemgående spor, der er lagt i midten, så de umiddelbart kan kombineres med andre moduler. Visse systemer opererer dog med flere geometrisk forskellige overgangssteder, hvilket giver mulighed for flere variationer, men som begrænser kombinationsmulighederne. Modulerne selv er udover sporene ofte forsynet med landskaber, bygninger eller lignende og fungerer dermed som dioramaer i sig selv. I nogle tilfælde kan det dog blive mere omfattende, så et modul må sammensættes af flere dele, der kun kan bruges sammen. Det er for eksempel tilfældet ved større stationer, der ikke vil kunne være på en enkelt almindeligt modul. Modsat findes der også moduler kun med spor, der udelukkende tjener til at give en længere kørestrækning.
En af fordelene ved modulanlæg er, at de er lettere at transportere end et helt modeljernbaneanlæg, for eksempel ved flytninger og fremvisning på udstillinger. En anden fordel er, at modulerne kan kombineres frit, så man kan opbygge et modulanlæg efter behag og de aktuelle pladsforhold. Desuden kan flere personers moduler sammensættes til et større anlæg. Ulempen er til gengæld, at man skal bruge tid på at sætte modulerne op og tage dem ned igen efter brug. Desuden kan der opstå fejl ved overgangene mellem de enkelte moduler.
Der findes flere forskellige systemer for modulanlæg med normer for modulerne, der ikke mindst sikrer, at sporene altid er placeret det samme sted ved enderne af modulerne og i samme højde. Enkelte systemer har desuden normer for landskabet med tidsperiode og årstid for at give sammenhæng mellem modulerne. Til de kendte systemer hører dem fra FREMO, Nordmodul og N-Trak, der bruges på tværs af modeljernbaneklubber. De mødes flere gange ved årlige træf, hvoraf nogle er åbne for offentligheden. Nogle udstiller desuden på almindelige messer og udstillinger.